# Быков, Сергей Александрович
Серге́й Алекса́ндрович Бы́ков (1841 — не ранее 1917) — военный юрист, действительный тайный советник, председатель Главного военного суда.

## Биография
Быков родился 21 сентября (3 октября) 1841 года в дворянской семье. Окончил юридический факультет Санкт-Петербургского университета и 21 февраля 1865 года поступил на гражданскую службу по военному ведомству с чином коллежского секретаря. В 1869 году титулярный советник Быков состоял исправляющим должность помощника военного прокурора Петербургского военно-окружного суда, вскоре был утверждён в должности и последовательно получил чины коллежского асессора, надворного советника и коллежского советника.
После распространения действия военно-судебного устава 1867 года на территорию Оренбургского военного округа статский советник Быков был назначен 1 октября 1878 года военным прокурором вновь созданного Оренбургского военно-окружного суда. 14 июля 1881 года Оренбургский военный округ был упразднён, а Быков 6 июня 1882 года занял должность начальника отделения Главного военно-судного управления и 8 апреля 1884 года получил чин действительного статского советника.
С 15 марта 1887 года, в течение почти 10 лет, он был помощником главного военного прокурора — сначала светлейшего князя А. К. Имеретинского, а затем Н. Н. Маслова; 30 августа 1890 года получил чин тайного советника. 22 января 1897 года был назначен постоянным членом Главного военного суда. Его служба в этой должности была отмечена орденами Белого орла и Святого Александра Невского, а также чином действительного тайного советника (6 декабря 1902 года).
Когда военным министром стал А. Ф. Редигер (июнь 1905 года) Быков являлся младшим по возрасту и времени назначения в составе Главного военного суда. По словам Редигера:

Главный военный суд состоял из председателя и пяти членов, причём в нём лишь один член, тайный советник Быков, был свеж и работоспособен, а остальные по старости уже были совсем несостоятельными. Для высшего кассационного суда такой состав являлся нетерпимым.

Быков сохранил свою должность после выхода в отставку остальных членов Главного военного суда. Согласно Высочайшему повелению Николая II от 12 августа 1906 года на него было возложено проведение предварительного следствия по делу А. М. Стесселя и других генералов и адмиралов, причастных к капитуляции Порт-Артура. Данное поручение Быков выполнил в период с 15 августа по 3 ноября 1906 года, после чего материалы произведённого им следствия поступили к главному военному прокурору генералу Г. Д. Рыльке.
За успешную служебную деятельность Быков в 1907 году получил бриллиантовые знаки ордена Святого Александра Невского, в 1910 году — Высочайшую благодарность и 13 мая 1912 года после отставки генерала И. И. Иллюстрова был назначен председателем Главного военного суда, став первым гражданским чиновником военного ведомства на этом посту с момента создания суда в 1867 году.
Быков возглавлял Главный военный суд вплоть до Февральской революции 1917 года, удостоившись в 1914 году ордена Святого Владимира 1-й степени. 31 марта 1917 года 75-летний Быков, как и остальные члены суда (за исключением генерала А. М. Гурского, назначенного на место Быкова), был решением Временного правительства уволен от службы за болезнью с мундиром и пенсией. Сведения о его дальнейшей судьбе не обнаружены.

## Награды
За свою службу Быков был награждён многими орденами, в их числе:
- Орден Святого Владимира 3-й степени (1883)
- Орден Святого Станислава 1-й степени (1887)
- Орден Святой Анны 1-й степени (1894)
- Орден Святого Владимира 2-й степени (1896)
- Орден Белого орла (1899)
- Орден Святого Александра Невского (6 декабря 1904 года; бриллиантовые знаки этого ордена пожалованы 6 декабря 1907 года)
- Орден Святого Владимира 1-й степени (6 декабря 1914 года)